# テタニー
テタニーとは、手足に起きる痺れである。症候の一つ。

## 病態
血液中のカルシウムやマグネシウムの減少（低カルシウム血症・低マグネシウム血症）によって起こる。
軽症のものでは口周囲や指先のしびれ・ピリピリ感などの知覚異常が出現し、症状が強くなると手足の筋に強い拘縮が起こり、手足の屈曲が数分間持続する。
重症の場合は、喉頭筋、呼吸筋、全身の筋にまで及ぶ。

## 原因
副甲状腺機能低下症、過換気症候群、くる病、バーター症候群、原発性免疫不全症候群、原発性アルドステロン症、アシドーシスとアルカローシス、新生児テタニーは低カルシウム血症で起こる。低マグネシウム血症ではグラステタニーが起こる。

## 症状
痙攣、易刺激性、筋攣縮、振戦、嘔吐、嗜眠状態、チアノーゼなどが出現する。

## 検査
心電図では、QT波延長。

## 治療
痙攣では、グルコン酸カルシウムを投与。